# シティ・オブ・カンタベリー (ニューサウスウェールズ州)
シティ・オブ・カンタベリー（City of Canterbury）は、オーストラリアにかつてあったニューサウスウェールズ州の地方公共団体。2016年5月12日、シティ・オブ・バンクスタウンと合併し、カンタベリー＝バンクスタウン・カウンシルとなった。

## 概要
市議会が設けられているキャムシーは、シドニーCBDの南西13キロメートルに位置する。市域は、3つの河川系に囲まれている。市の北辺を流れるクックス川、市域の南端を流れるウォリー川、市域の西端を流れるソルト・パン川である。また、カップ・アンド・ソーサー川が市内を流れる。
市域は、丘陵地帯の上に展開している。アップダウンがある。

## 構成サバーブ
シティ・オブ・カンタベリーは、以下のサバーブで構成されていた。
- アッシュベリー（英語版）
- ベルフィールド（英語版）
- ベルモア（英語版）
- ビバリーヒルズ（英語版）
- キャムシー（英語版）
- カンタベリー（英語版）
- クレムトン・パーク（英語版）
- クロイドン・パーク（英語版）
- アールウッド（英語版）
- ハールストーン・パーク（英語版）
- キングスグローヴ（英語版）
- ラケンバ（英語版）
- ナルウィー（英語版）
- パンチボウル（英語版）
- リヴァーウッド（英語版）
- ローズランズ（英語版）
- ウィリー・パーク（英語版）

## 人口動態
2011年の国勢調査では、53.3%の住民がキリスト教を信仰している結果が出たが、その次に多いのがイスラームの16.6%である。

## 議会
シティ・オブ・カンタベリーの議会は、10人によって構成される。任期は4年。市議会は3つの選挙区によって構成され、最新の議会選挙は、2012年9月8日に実施された。オーストラリア労働党6人、オーストラリア自由党3人、オーストラリア緑の党1人で議席を分け合っている。市長は10人の議員の中から選出される。市長は、オーストラリア労働党のBrian Robson。